# Умео (община)
Община Умео (на шведски: Umeå kommun) е разположена в лен Вестерботен, северна Швеция с обща площ 2415 km2 и население 118 349 души (към 31 декември 2013). Административен център на община Умео е едноименният град Умео.